# Матвієво-Курганський район
Матві́єво-Курга́нський райо́н (рос. Матвеево-Курганский район) — район у західній частині Ростовської області Російської Федерації. Адміністративний центр — селище Матвієв Курган.

## Географія
Район розташований у крайній західній частині області, на кордоні з Україною. На північному сході межує із Куйбишевським районом, на сході — із Родіоново-Несветайським, на півдні та південному сході — із Некліновським районом, на північному заході та заході — із Донецькою областю України.

## Історія
Матвієво-Курганський район був утворений 1923 року у складі Донецької губернії УРСР. 1924 року район був переданий до складу РРФСР. 1929 року площа збільшена шляхом приєднання Голодаєвського та Федоровського районів. 1959 року до району приєднано територію ліквідованого Анастасієвського району, а 1963 року — Куйбишевського та частину Родіоново-Несветайського районів. 1973 року від району відокремлено Куйбишевський район.

## Населення
Населення району становить 42251 особа (2013; 43446 в 2010).

## Адміністративний поділ
Район адміністративно поділяється на 8 сільських поселень, які об'єднують 80 сільських населених пунктів:
| Поселення                              | Площа, км² | Населення, осіб (2010) | Центр             | Населені пункти |
| -------------------------------------- | ---------- | ---------------------- | ----------------- | --------------- |
| Алексєєвське сільське поселення        | -          | 4252                   | Алексєєвка        | 10              |
| Анастасієвське сільське поселення      | -          | 2805                   | Анастасієвка      | 4               |
| Великокірсановське сільське поселення  | -          | 2103                   | Велика Кірсановка | 7               |
| Єкатериновське сільське поселення      | -          | 2486                   | Єкатериновка      | 14              |
| Малокірсановське сільське поселення    | -          | 4204                   | Малокірсановка    | 13              |
| Матвієво-Курганське сільське поселення | -          | 19141                  | Матвієв Курган    | 12              |
| Новоніколаєвське сільське поселення    | -          | 2591                   | Новоніколаєвка    | 13              |
| Ряженське сільське поселення           | -          | 5864                   | Ряжене            | 7               |

### Найбільші населені пункти
| №  | Населений пункт | Населення, осіб (2010) |
| -- | --------------- | ---------------------- |
| 1  | Матвієв Курган  | 15 590                 |
| 2  | Ряжене          | 2 165                  |
| 3  | Рясне           | 1 589                  |
| 4  | Анастасієвка    | 1 475                  |
| 5  | Латоново        | 1 397                  |
| 6  | Малокірсановка  | 1 339                  |
| 7  | Марфинка        | 1 104                  |
| 8  | Політотдельське | 1 022                  |
| 9  | Староротовка    | 966                    |
| 10 | Алексєєвка      | 954                    |

## Економіка
Район є сільськогосподарським, де займаються вирощуванням зернових, технічних культур та тваринництвом. Розвивається також і переробна промисловість сільськогосподарської продукції — працюють 6 підприємств.